# Všechno je relativní
Všechno je relativní (v anglickém originále It's All Relative) je americký komediální televizní seriál, který v letech 2003–2004 vysílal televizní kanál ABC.

## Děj
Liz Stoddard-Banksová studuje na univerzitě a má dva otce - Philipa Stoddarda a Simona Bankse. Je vychovávána dvěma gayi v liberálním prostředí. Bobby O'Neill pochází z původem irské konzervativní katolické rodiny. Jeho rodiče Mace a Audrey provozují hospodu, kde pracuje Bobby i jeho mladší sestra Maddy. Oba se poznali při lyžování v horách a nyní musejí svým rodičům oznámit, že spolu chodí, chtějí se zasnoubit a z jakých poměrů pochází jejich partner. Seznámení rodičů nedopadne napoprvé dobře, neboť obě rodiny trpí vůči druhé předsudky. Mace považuje Philipa a Simona za nepraktické zženštilé homosexuály, oni zase jeho za netolerantního barbara a omezence. Najít mezi rodinami nějakou shodu se zdá být téměř nemožné, ale Liz a Bobby trvají na tom, že se chtějí zasnoubit.

## Obsazení
| Reid Scott            | Bobby O'Neill      |
| Maggie Lawson         | Liz Stoddard-Banks |
| Lenny Clarke          | Mace O'Neill       |
| Harriet Sansom Harris | Audrey O'Neill     |
| John Benjamin Hickey  | Philip Stoddard    |
| Christopher Sieber    | Simon Banks        |
| Paige Moss            | Maddy O'Neill      |

## Seznam dílů
1. Pilot
2. Truth and Consequences
3. Hell's Kitchen
4. Take Me Out
5. The Doctor Is Out
6. Waking Uncle Paddy
7. Swangate
8. Road Trippin'
9. Thanks, But No Thanks
10. Artistic Differences
11. The Santa That Came to Dinner
12. What's Up
13. Our Sauce, It Is a Beauty
14. Ready, Aim, Sing
15. Tackleboxxx/The Love Below
16. Cross My Heart
17. A Long Day's Journey Into Leonard's
18. Oscar Interruptus
19. Who's Camping Now
20. Philip in a China Shop
21. Doggy-style
22. Fight for Your Invite to Party